# Хімма
Хімма (ест. Himma) — село в Естонії, входить до складу волості Лахеда, повіту Пилвамаа.